# قتل آمریکایی: خانواده همسایه
قتل آمریکایی: خانواده همسایه (به انگلیسی: American Murder: The Family Next Door) یک فیلم مستند جنایت واقعی آمریکایی به کارگردانی جنی پاپولول است. این فیلم داستان قتل‌های خانوادگی واتس در سال ۲۰۱۸ است که در فردریک، کلرادو اتفاق افتاد. از تصاویر بایگانی شامل پست‌های شبکه‌های اجتماعی، اسناد تصویری پلیس، پیام‌های متنی و فیلم‌های ویدیویی خانگی برای به تصویر کشیدن وقایع رخ داده استفاده می‌کند. این فیلم در تاریخ ۳۰ سپتامبر سال ۲۰۲۰ در نتفلیکس منتشر شد.